# Inundación zancliense

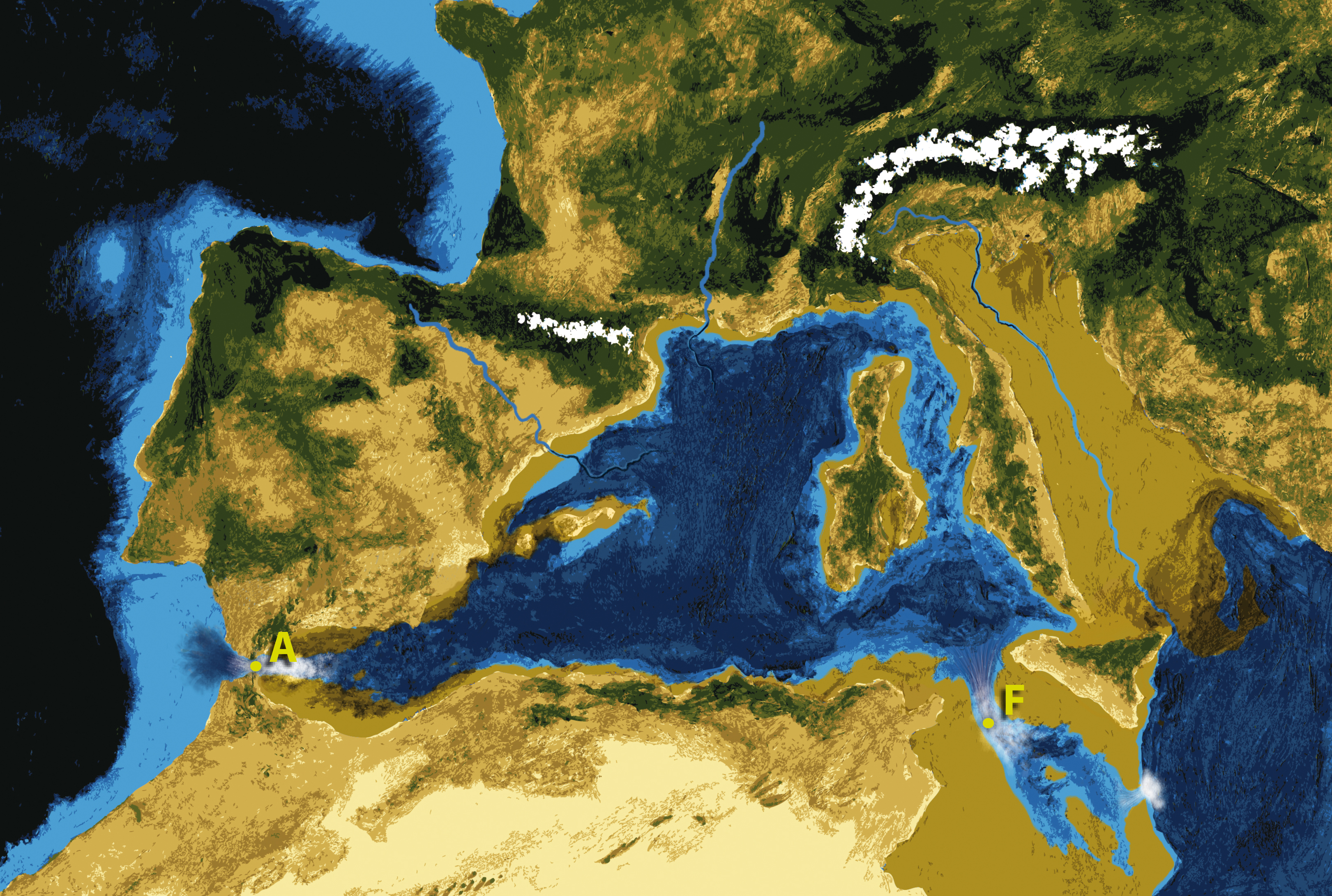
Interpretación artística de la inundación del Mediterráneo a través del estrecho de Gibraltar (A) y el estrecho de Sicilia (F) hace unos 5,3 millones de años.

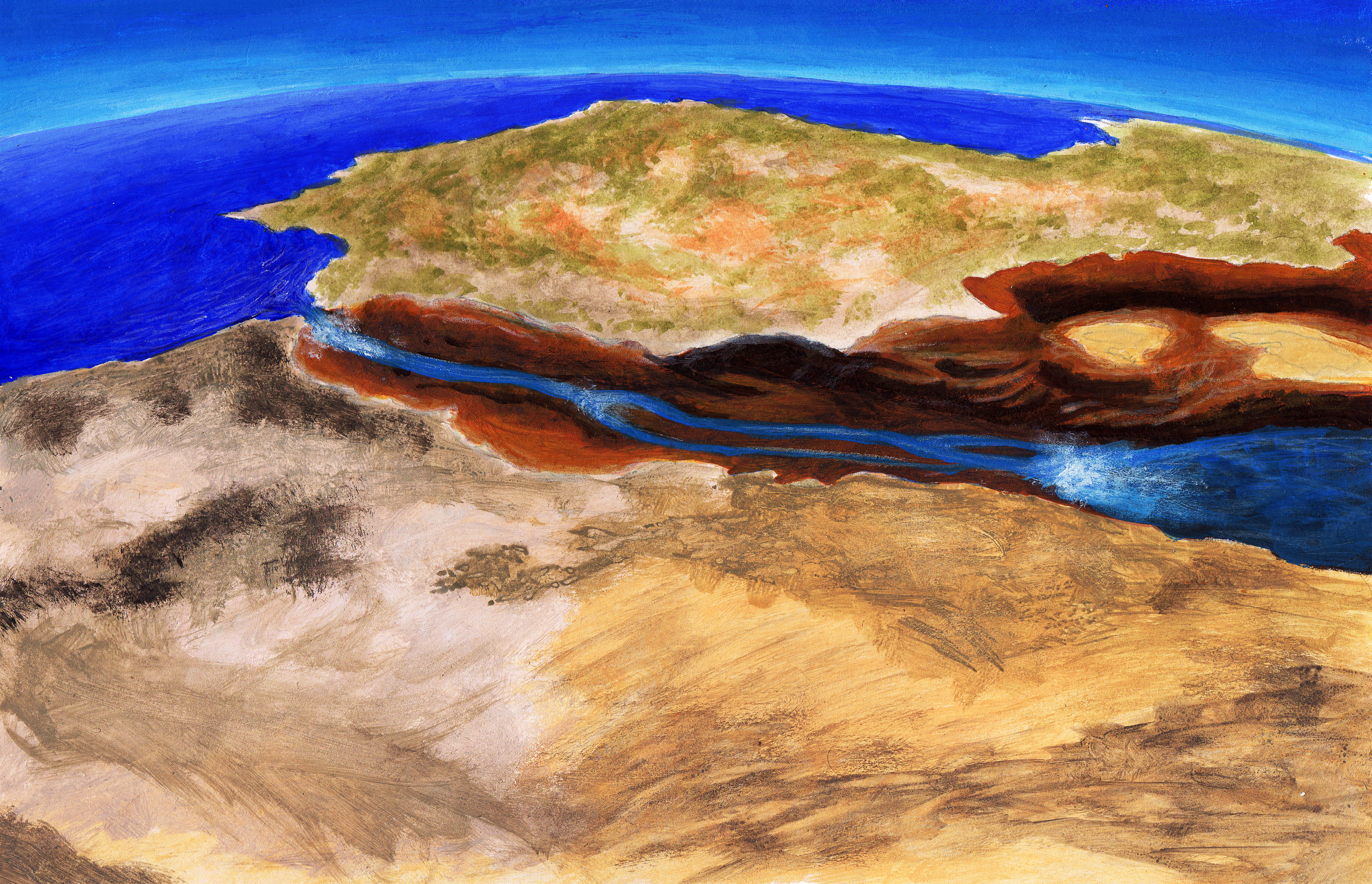
Interpretación artística de la inundación del Mediterráneo a través del estrecho de Gibraltar.

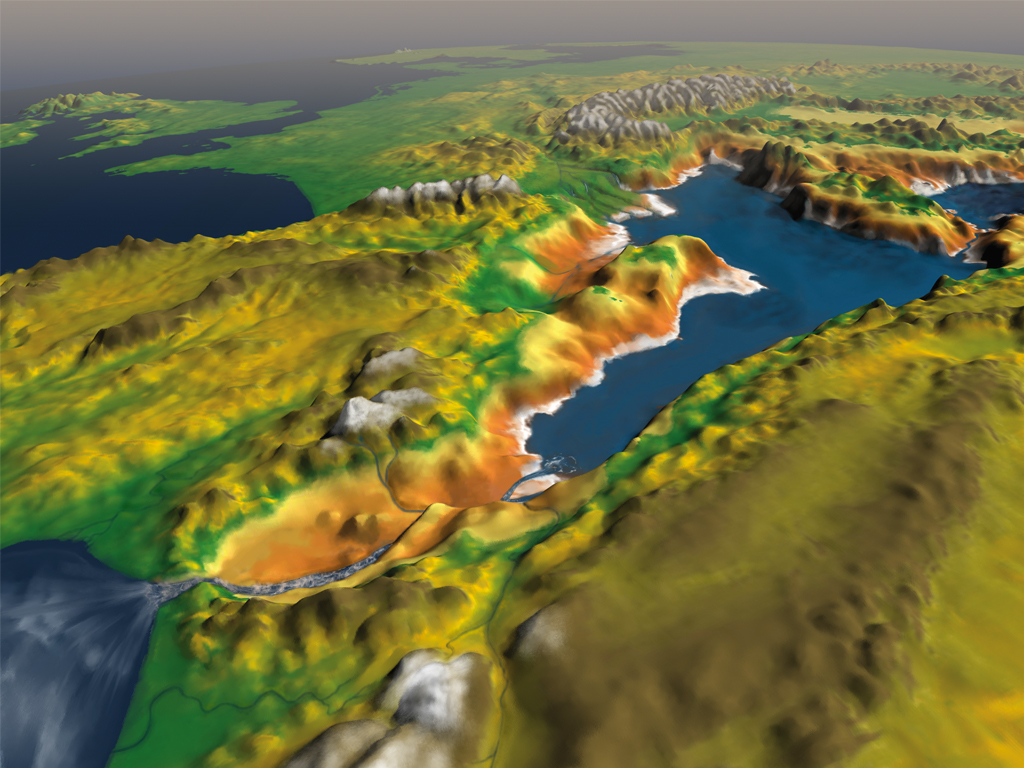
Interpretación artística de la inundación del Mediterráneo a través del estrecho de Gibraltar (vista desde el suroeste del estrecho).

La inundación zancliense o diluvio zancliense es una inundación teorizada que podría haber rellenado la cuenca del Mediterráneo hace 5,33 millones de años. Esta inundación puso fin a la crisis salina del Messiniense y volvió a conectar el mar Mediterráneo con el océano Atlántico, aunque es posible que incluso antes de la inundación hubiera conexiones parciales con dicho océano. La reconexión marca el comienzo de la era Zancliense.
Según este modelo, el agua del océano Atlántico rellenaría la cuenca seca del Mediterráneo a través del actual estrecho de Gibraltar. La cuenca mediterránea se inundó principalmente durante un período estimado entre varios meses y dos años. La elevación del nivel del mar en la cuenca puede haber alcanzado velocidades superiores a los diez metros por día. Basándose en las características de erosión preservadas hasta los tiempos modernos bajo el sedimento del Plioceno, investigadores como García-Castellanos estiman que el agua se precipitó hacia abajo en una caída de más de un kilómetro con una descarga de hasta 2 × 108 m³/s, aproximadamente mil veces la del actual río Amazonas. Los estudios de las estructuras subterráneas del estrecho de Gibraltar muestran que el canal de inundación descendió de forma bastante gradual hacia el fondo de la cuenca en lugar de formar una pronunciada cascada.
No todos los estudios científicos han estado de acuerdo con la interpretación catastrofista de este evento. Algunos investigadores han estimado que la restauración de una cuenca mediterránea «normal» tras el episodio del «Lago Mare» messiniense se produjo de forma mucho más gradual, durante un periodo de hasta 10 000 años.

## Contexto
La historia geológica del Mediterráneo se rige por una tectónica de placas en la que intervienen la placa africana, la placa arábiga y la placa euroasiática que encogió el mar de Tetis previamente existente hasta que su parte occidental se convirtió en el actual Mediterráneo. Por razones no claramente establecidas, durante el último Mioceno el Mediterráneo se separó del océano Atlántico y se secó parcialmente cuando se cerraron los corredores del Guadalhorce y del Rif que habían conectado previamente el Mediterráneo con el Atlántico, desencadenando la crisis salina del Messiniense con la formación de gruesos depósitos de sal en el antiguo lecho marino y la erosión de los taludes continentales. El Nilo y el Ródano tallaron profundos cañones durante este tiempo. Los niveles de agua en el Mediterráneo se redujeron en kilómetros; la magnitud exacta de la caída y si era simétrica entre el Mediterráneo occidental y el Mediterráneo oriental es incierta; es posible que los dos mares permanecieran interconectados en el fondo del Mediterráneo.
La presencia de peces atlánticos en los yacimientos del Messiniense y el volumen de sal que se depositó durante la crisis salina del Messiniense implica que hubo algún flujo remanente desde el Atlántico hacia el Mediterráneo incluso antes de la inundación zancliense. Ya antes de la inundación zancliense, el aumento de las precipitaciones y de la escorrentía había reducido la salinidad del mar remanente, con algo de agua supuestamente originada en el norte del Mediterráneo de Paratetis.

## Evento
La inundación zancliense ocurrió cuando se abrió el estrecho de Gibraltar. El hundimiento tectónico de la región de Gibraltar puede haber bajado la lámina hasta que se rompió. El suceso desencadenante exacto no se conoce con certeza; se discute si fueron las fallas o el aumento del nivel del mar. La hipótesis más ampliamente aceptada es que un arroyo que desemboca en el Mediterráneo erosionó a través del estrecho de Gibraltar hasta capturar el océano Atlántico y que el estrecho no existía antes de este fenómeno de erosión.
Durante la inundación, un canal formado a través del estrecho de Gibraltar, que comienza en el umbral de Camarinal en el estrecho de Gibraltar, se divide alrededor del banco Vizconde de Eza del mar de Alborán y finalmente se conecta con el canal de Alborán antes de dividirse en varios ramales que terminan en la cuenca Algero-Balear. El canal tiene una forma de U en su región de partida, lo que es consistente con su formación durante una inundación gigantesca. Sin embargo, el sector del canal zancliense que pasa por el umbral de Camarinal puede tener un origen diferente.
Si la inundación zancliense ocurrió gradualmente o como un evento catastrófico es motivo de controversia. La magnitud de una inundación catastrófica ha sido simulada mediante modelos. Un modelo unidimensional supone una inundación catastrófica de más de 10-100 sverdrup. Otra estimación supone que después de la primera brecha del umbral, el agua corriente erosionó el umbral y formó el canal a través del estrecho de Gibraltar, aumentando el flujo de agua, lo que a su vez incrementó la erosión hasta que los niveles de agua subieron lo suficiente en el Mediterráneo para frenar la inundación. Bajo tal escenario, un pico de descarga de más de 100 000 000 de metros cúbicos por segundo ocurrió con velocidades de agua de más de 40 metros por segundo; tales caudales son aproximadamente mil veces mayores que la descarga del río Amazonas y diez veces mayores que las Inundaciones de Missoula. Esta inundación habría descendido por una rampa relativamente suave hacia la cuenca mediterránea, no como una gigantesca cascada. Las simulaciones posteriores que utilizan una geografía más explícita limitan el flujo a unos 100 sverdrup, lo que equivale a unos 100 000 000 de metros cúbicos por segundo. Además, indican la formación de grandes giros en el mar de Alborán durante la inundación y que la inundación erosionó el umbral de Camarinal a un ritmo de 0,4-0,7 metros por día. El tamaño exacto de la inundación depende de los niveles de agua previos a la inundación en el Mediterráneo, los niveles de agua más altos darían resultado a una inundación mucho más pequeña.
Al principio la inundación solo afectó al Mediterráneo occidental, porque el umbral de Sicilia (situado en el actual estrecho de Sicilia) formaba una barrera que separaba su cuenca de la del Mediterráneo oriental; además, es posible que en ese momento existiera un umbral en el este del mar de Alborán. Aunque en un principio se suponía que el llenado del Mediterráneo oriental habría llevado miles de años, las estimaciones posteriores del tamaño del canal del estrecho de Gibraltar daban a entender que se habría tardado mucho menos, potencialmente menos de un año, en volver a conectarse. Un estudio de 2018 sugería que el Mediterráneo revertiría las pérdidas de agua en unos dos años.
Una gran inundación no es la única explicación para la reconexión del Mediterráneo con el Atlántico y los cambios medioambientales concomitantes; también es posible una inundación más gradual del Mediterráneo, incluida la inundación a través de otras fuentes de agua. La ausencia de inundaciones catastróficas está respaldada por las pruebas geológicas encontradas a lo largo de la margen sur del mar de Alborán.
Sin embargo un estudio realizado en enero de 2018 por científicos de la Universidad de Malta, publicado en la revista Scientific Reports, presentó evidencias geológicas de que la inundación catastrófica fue realmente la responsable. El estudio, dirigido por el geocientífico Aaron Micallef, utilizó datos del fondo marino entre la costa oriental de Sicilia y Malta para identificar un cuerpo de sedimento que Micallef y sus colegas creen que fue empujado hacia el este a medida que la apertura del estrecho de Gibraltar causaba un flujo masivo de agua desde el Atlántico. La colección de sedimentos que Micallef y sus colegas observaron era de 160 kilómetros de largo, 95 kilómetros de ancho, y hasta 900 metros de profundidad en algunas áreas, colindando con un acantilado submarino de piedra caliza conocido como escarpe de Malta.

### Datación
El momento de la inundación zancliense es incierto, con la posibilidad de que fuera alrededor de 5,33 millones de años atrás; el final del Messiniense/Mioceno y el principio del Zancliense/Plioceno se asocia generalmente a la inundación. La inundación zancliense principal puede haber sido precedida por una inundación anterior más pequeña, y la presencia de terrazas de aguas profundas ha sido utilizada para inferir que el llenado del Mediterráneo ocurrió en varias fases. El llenado completo del Mediterráneo puede haber llevado alrededor de una década.

## Consecuencias
La inundación zancliense creó el estrecho de Gibraltar; es cuestionable que los movimientos tectónicos o las erupciones volcánicas hubieran podido crear el estrecho por ellos mismos ya que los límites de las placas principales no atraviesan el estrecho y hay poca actividad sísmica en su área. La morfología actual del estrecho se caracteriza por dos umbrales, el umbral de Camarinal, de una profundidad máxima de 284 metros, y el umbral de Espartel, más al oeste, un poco más profundo; la parte más estrecha del estrecho se encuentra al este de cualquiera de los dos umbrales, y esta parte más estrecha es considerablemente más profunda. Es posible que estos umbrales se formaran después de la inundación por el movimiento inducido por la gravedad del terreno vecino.
La inundación zancliense causó un cambio importante en el medio ambiente de la cuenca mediterránea; los rasgos continentales del «Lago Mare» fueron reemplazados por los depósitos de aguas profundas del Zancliense, lo que puede haber afectado al clima global, teniendo en cuenta que la inundación mucho más pequeña que se provocó cuando el lago Agassiz se drenó desencadenó un período frío.
El aumento del nivel del mar hizo que el río Nilo, de profundas incisiones, se convirtiera en una ría hasta Asuán, a 900 kilómetros de la moderna costa mediterránea. La inundación zancliense provocó el aislamiento final de numerosas islas mediterráneas como Creta, causando la especiación de los animales que allí se encontraban. Por otra parte, la formación del estrecho de Gibraltar impidió que los animales cruzaran entre África y Europa. Además, la reconexión permitió que animales marinos como los cetáceos y sus antepasados y los pinnípedos colonizaran el Mediterráneo desde el Atlántico.
Se han obtenido pruebas de las inundaciones en sedimentos de la era Zancliense, tanto en sondeos geotécnicos como en sedimentos que posteriormente fueron elevados por encima del nivel del mar. Una superficie de erosión aguda separa la superficie de inundación pre-Zancliense de los depósitos más jóvenes, que son siempre de origen marino.
Las velocidades a las que se llenó el Mediterráneo durante la inundación fueron más que suficientes para desencadenar un seísmo inducido sustancial. Los grandes corrimientos de tierra resultantes, de los que se han encontrado pruebas en la cuenca de Algeciras, habrían bastado para crear tsunamis de gran magnitud con olas de hasta cien metros de altura.

## Inundaciones similares
Inundaciones similares han ocurrido en otras partes de la Tierra a lo largo de la historia; ejemplos incluyen la inundación de Bonneville en América del Norte, durante la cual el lago Bonneville se desbordó a través del paso de Red Rock hacia la cuenca del río Snake, así como la hipótesis de la inundación del mar Negro que postula una inundación desde el Mediterráneo hacia el mar Negro a través del Bósforo.